# Milon-la-Chapelle
Milon-la-Chapelle is een gemeente in het Franse departement Yvelines (regio Île-de-France) en telt 339 inwoners (1999). De plaats maakt deel uit van het arrondissement Rambouillet.

## Geografie
De oppervlakte van Milon-la-Chapelle bedraagt 3,1 km², de bevolkingsdichtheid is 109,4 inwoners per km².
De onderstaande kaart toont de ligging van Milon-la-Chapelle met de belangrijkste infrastructuur en aangrenzende gemeenten.

## Demografie
Onderstaande figuur toont het verloop van het inwonertal (bron: INSEE-tellingen).